# 奈良市立柳生中学校
奈良市立柳生中学校（ならしりつ やぎゅうちゅうがっこう）は、奈良県奈良市柳生町にあった公立中学校。

## 沿革
- 1947年 - 柳生村立柳生中学校として開校。
- 1957年 - 合併により奈良市立柳生中学校と改称。
- 2015年 - 奈良市立興東中学校と統合のため閉校。

## 学級数・生徒数
- 1年 - 1クラス8人
- 2年 - 1クラス7人
- 3年 - 1クラス11人
- 特殊 - 2人
- 合計 - 3クラス28人

## 部活動
- 剣道部
- 卓球部
- バレーボール部

## アクセス
- 近畿日本鉄道近鉄奈良駅からバスで50分「柳生」下車